# Trisetum tibeticum
Trisetum tibeticum là một loài thực vật có hoa trong họ Hòa thảo. Loài này được P.C.Kuo & Z.L.Wu miêu tả khoa học đầu tiên năm 1987.